# América novia mia/No nos someterán
América novia mia/No nos someterán è un singolo del gruppo musicale cileno Inti-Illimani, pubblicato nel 1977 ed estratto dall'album Inti-Illimani 6.

## Descrizione
Il disco è stato pubblicato dall'etichetta discografica spagnola Movieplay in formato 7".
I due brani presenti provengono entrambi dal loro sesto album pubblicato durante l'esilio in Italia Inti-Illimani 6.
Sulla copertina è raffigurata la stessa immagine della copertina del disco dal quale sono state estratte le due canzoni. 
Questo disco, il cui numero di catalogo è 01.0348/4, è un disco promozionale.

## Tracce
1. América novia mia (Patricio Manns)
2. No nos someterán (Sergio Ortega, Inti-Illimani)